# Mobilní pošta
Mobilní pošta je pojízdná pobočka (přepážka) České pošty. Mobilní pošty mají jízdní řád a pravidelně přijíždí na stanovené místo.
Mobilní pošty zajišťují tyto služby:
- Příjem vnitrostátních i mezinárodních zásilek
- Poštovní poukázky
- Důchodovou službu
- Sdružené inkaso plateb obyvatelstva (SIPO)
- Prodej kolků a cenin
- Prodej tisku, obalů a  doplňkového zboží.

V mobilní poště lze platit i platební kartou. Po předchozí telefonické domluvě lze v mobilní poště vyzvednout zásilky.

## Historie
Pojízdné poštovní úřady byly používány příležitostně při různých veřejných akcích již od roku 1937. Koncem 20. a začátkem 21. století byly mobilní pošty ve městě i na venkově známy pod pojmem  pojízdná pošta – byly vedeny většinou v upravených vozidlech typu Robur nebo Avia. Pod názvem mobilní pošta jsou tyto mobilní přepážky v provozu  od 1. října 2020 u pošt Dobruška a Dvorce u Bruntálu.
V 2. polovině 20. století existovaly také automobilové pošty, ty byly ekvivalentem vlakových pošt (byly  v nich za jízdy zpracovávány zásilky).